# 海抜 (映画)
『海抜』（かいばつ）は、2018年に制作された日本映画。
日本での劇場公開は2019年11月23日。

## 概要
性的暴行事件の被害者・加害者について、傍観者の立場から描かれた人間ドラマである。
城西国際大学メディア学部四期生の卒業制作で、監督の高橋賢成を始めとするスタッフや、阿部倫士らメインキャストは当時大学生だった。
2018年10月27日、第31回東京国際映画祭「日本映画スプラッシュ」部門でワールド・プレミア上映された。
監督の高橋賢成は当時22歳で、同部門史上最年少での招待だった。
2019年6月2日、ドイツのフランクフルトで開催された第19回ニッポン・コネクションにおいて「ニッポン・ヴィジョンズ審査員賞」を受賞した。

## ストーリー
将来の進路に迷いを覚えていた高校生の渡辺浩は、海辺で中学のクラスメイトだった佐藤達也と山本健吾に出会う。達也は荒んでおり「どうせ世界は終わるんだから」と刹那的に生きていた。達也と健吾に蔑まれていた浩は、中学時代のように使い走りをさせられた。そこで同じくクラスメイトだった村上理恵と遭遇する。飲み物を買って戻ってきた浩は、海辺の小屋で達也と健吾が理恵をレイプしているのを目撃する。しかし、達也に威圧された浩は止めることもできず、自分も加わるよう恫喝される。翌日、浩は理恵の家へ謝罪に行くが、逃げられてしまう。
成人式を迎え同窓生たちと飲み会に参加した浩は、友人から理恵が高校の夏休みから不登校になり、妊娠して仙台へ引っ越していたことを聞く。それからトイレに行った浩は、達也が元恋人の加藤凛子をレイプしている現場に出くわす。浩は、目の前で起こっていることと過去の記憶が合わさって激しい怒りに駆られ、達也をビール瓶で殴打した末、割れた瓶を首に刺し殺害してしまう。
逮捕されて懲役を科され、数年後に刑務所から出所した浩は新聞配達員として社会復帰し、再会した凛子と同棲を始める。そんな矢先、東日本大震災が発生する。しばらくして、浩のもとに健吾が謝罪にやって来る。復讐を恐れていた健吾は、結婚して子供ができたことを報告し、レイプのことを「なかったことにしてほしい」と懇願する。呆れた浩は、身勝手な健吾を突き放す。
その後、浩は新規の客から新聞が不着だという連絡を受け届けに行く。訪れた家の住人は、東日本大震災の被災地から避難してきた夫婦で、妻は理恵だった。居合わせた夫は状況を察して怒り、浩を押し倒す。後日、浩と理恵は別の場所で話し合う。強い罪悪感を抱えた浩に対し、深い心の傷を抱え続ける理恵は葛藤の末、許しを与える。しかし別れた直後、浩は車にはねられてしまう。

## キャスト
- 渡辺浩 - 阿部倫士
- 加藤凛子 - 松﨑岬
- 村上理恵 - 佐藤有紗
- 佐藤達也 - 奥田誠也
- 山本健吾 - 三森晟十朗
- 前田隆史 - 広瀬慎
- 佐々木志帆 - 三枝百合絵